# عبد السلام بن محمد العلمي
عبد السلام بن محمد بن أحمد العَلَمي (1246 هـ - 1322 هـ / 1830 - 1904 م). طبيب مغربي، عالم بالمواقيت والفلك والرياضيات وشاعر ولاعب شطرنج ألف كتاباً في حل ألغاز لعبة الشطرنج، وهو مشارك في علوم عصره.    من أهل فاس مولداً ووفاة.   تخرّج من المدرسة الطبية بمصر (مدرسة القصر العيني بالقاهرة) في عهد الخديوي إسماعيل باشا، وأنشأ مصحة صغيرة في بلده بعد رجوعه إلى أرض الوطن. يعده المؤرخون لتاريخ الطب بالمغرب نقطة تحول بين الطب التقليدي والطب الحديث في مغرب عصر النهضة الحديثة على حد قول الطبيب الفرنسي والمؤرخ للطب بالمغرب الدكتور رينو Renaud , Henri-Paul-Joseph 1881-1945، على الخصوص. شغل طبيبا خاصا للسلطان مولاي الحسن الأول ولعياله.  ولقد عاصر في مدة حياته أربعة سلاطين ممن حكموا المغرب في ظل الدولة العلوية بالترتيب: أبو الفضل عبد الرحمن بن هشام، محمد الرابع بن عبد الرحمن، الحسن الأول بن محمد، عبد العزيز بن الحسن. وأشتغل في بلاط اثنين منهم.

## العالم الفلكي واختراعاته
درس عبد السلام بن محمد العلمي علم الفلك وعلم التنجيم والميقات بفاس فتتلمذ عليه علماء أشتهروا في تلك العلوم نذكر منهم: محمد العلمي والفقيه الاغزاوي. وقد حكى تلامذته أنه كان في أي وقت جالسهم من الأوقات ليلاً أو نهاراً يدلهم على الساعة: فإن كان نهاراً يقف الشيخ ويرفع رأسهُ إلى السماء ويقول للسائل هذه الساعة كذا (بالدقائق)، وإن كان ليلاً ينظر إلى النجوم ويقول لهم الساعة. ويحكي عنه ولده أحمد بن عبد السلام العلمي أنه في عصر يوم كان يجالس أهله (وهو فيهم) بالمنزه ببيته فقام واستعجلهم بالقيام من ذاك المكان مـخـبـرهم أنصاعقة ستقع به بعد دقائق قليلة. وما أن أنزوى هو أهلهُ في مكان مأمون حتى حدث ما توقعه بالمكان الذي أشار إليه.
- نبغ عبد السلام في الفلك وقد ظهر ذلك في اختراعه للآلات الشعاعية. فاخترع آلة شعاعية سماها باسمين «جعبة العالم» و«أسطوانة العالم» ثم أهداها للملك محمد الرابع. ولا يعرف شيء عن هذه الآلة.
- واخترع كذلك آلة شعاعية أخرى أطلق عليها اسم «ربع الشعاع والظل» وذلك في السنة 1283 هـ / 1866م. وأهدى آلته هذه للسلطان محمد الرابع بن عبد الرحمن في السنة الموالية 1284هـ / 1867م.

ويجدر بالذكر أن عبد السلام العلمي كتب رسالة سماها «إرشاد الخل لتحقيق الساعة بربع الشعاع والظل» أوضح فيها كيفية استعمال آلته «ربع الشعاع والظل». وضمن رسالته صورة الآلة. وقد طبع هذه الرسالة في مصر لما كان يدرس الطب في اثني عشر صفحة من الحجم المتوسط.

## شيوخه في المغرب
تلقى عبد السلام العلمي علومه على عدة مشاييخ من بينهم والده محمد بن أحمد العلمي والعلامة أبا إسحاق التادلي الرباطي. وكان بجانب اشتغاله بالتأليف يقوم بتدريس الفلك والطب بـجامعة القرويين كما بين ذلك في أول كتابه «أبدع اليواقيت».

## بعض من اشتهر من تلامذته
تخرج على يده في العلوم الرياضية (الرياضيات) جماعة منهم الشيخ العلامة الميقاتي أبو عبد الله محمد بن علي بن عمرو الاغزاوي الفاسي المتوفى عام 1340هـ/1922م، شيخ علوم الفلك والتنجيم بفاس، وآخر من صنع الأسطرلاب - بيده - في المغرب، صاحب التآليف العديدة (ترجمته: عند المنوني، ص 227-228). ومنهم العلامة الميقاتي أبو عبد الله محمد بن أبي بكر الجامعي. ومنهم العلامة الفقيه المفتي الصوفي الشاعر النابغة عبد الكريم بن العربي بنيس فقد أخذ عنه هذا الأخير الحساب والتوقيت والشطرنج وغيرها. (ذكره محمد المنوني في مظاهر يقظة المغرب الحديث).

## عبد السلام بن محمد العلمي الشاعر
لقد جمعت له من كتبهِ ومخطوطاته عدداً من القصائد الشعرية التي قالها في مناسبات مختلفة. ففيها مدح للسلطان مولاي الحسن الأول بن محمد، وفيها مدح لبعض أساتذته في مدرسة الطب في القصر العيني بالقاهرة، ومن بينها ما نظمه في تشريح جسم الإنسان ومنها ما تعلق بشرح لعبة الشطرنج وقواعدها.
ونجتزئ منها قصيدته في مدح السلطان، ولعلها قيلت قبل رحلته إلى القاهرة عند تولي الحسن الأول بن محمد الحكم عند موت والده السلطان محمد الرابع بن عبد الرحمن المفاجئ، ودخوله فاس فاستقبله أهالي وأعيان المدينة ومن بينهم عبد السلام بن محمد الفلكي الطبيب (بالمفهوم التقليدي وقتها، قبل أن يوفد في بعثة خاصة إلى القاهرة لاستكمال تحصيله الطبي بالمفهوم العصري لعلم الطب)، وأدناه القصيدة التي صدرها صاحبها بهذه الكلمات في مقدمة كتابه «ضياء النبراس في حل مفردات الأنطاكي بلغة فاس»، حيث قال: هذا وقد تفنن بلبل ثنائي لي في مدحه منشدا من لطائف مدحه:

## أساتذته في المدرسة الطبية بالقصر العيني بالقاهرة
يذكر المترجم له في كتابه ”ضياء النبراس“ أساتذته في المدرسة الطبية المعاصرة التي أسسها وسهر على تسييرها ردحا من الزمن الدكتور الفرنسي كلوت بي: « Clot-Bey » (أو كلوت بك عند المصريين)، وهو لقبه الذي اشتهر به واسمه الحقيقي (Dr. Antoine-Barthélémy Clot (1799-1867) (ترجمته في معجم الأطباء ص 349-352) بأمر من الخديوي محمد علي باشا. وعدد المترجم له 18 شيخا من شيوخه حكماء اسبطالية القصر العيني بالقاهرة، فيقول في كتابه «الضياء»:
| عبد السلام بن محمد العلمي | ... وحيث ذكرنا في بعض المواضع من هذا الكتاب أشياء غريبة من بعض الفنون التي تلقيناها من أشياخنا بالاسبطار المصري سنح لي أن نختم هذه الخاتمة بذكر أشياخنا في تلك الفنون تبركا بهم فأقول: - الأول شيخنا في علم الجراحة عِلماً وعَمَلا رئيس الاسبطالية المذكورة المعروفة بالقصر العيني العلامة الحكيم المترجم المدرس الفصيح المؤلف سيدي محمد بفتح الأول علي باشا البقلي كان الله له آمين الذي كنا مدحناه بقصيدتنا المذكورة في مفردة هواء مع بيتين آخرين في مدحه أيضاً). - الثاني شيخنا في العملية الجراحية الحكيم محمود بك نجل الرئيس المذكور). هو محمود البقلي - الثالث شيخنا في الجراحة بعمل اليد الحكيم مَحمد بفتح الأول فوزي). (هو الدكتور محمد فوزي بك الجراح). - الرابع شيخنا في الأمراض الباطنة علما وعملا على أسرة المرضى رئيس أطباء أم أفنديهم وهو العلامة الحكيم المترجم الفصيح الدكتور سالم بن سالم الذي مدحناه ببيت تقدم ذكره في مفرد هواء. - الخامس شيخنا في الأمراض الباطنة على أسرة المرضى عملا الحكيم المترجم القطاوي). (هو الدكتور محمد القطاوي بك). - السادس شيخنا في الأمراض الباطنة على أسرة المرضى عملا الحكيم إبراهيم أفندي. (هو الدكتور إبراهيم حسن باشا) - السابع شيخنا في الأمراض الباطنة على أسرة المرضى عملا الحكيم موسيو عيسى نائبا عن شيخنا سالم بك سالم المذكور). (هو عيسى حمدي باشا). - الثامن شيخنا في عيادة الأمراض الباطنة عملا على أسرة المرضى الحكيم مَحمد بفتح الأول أفندي شكري). (هو الدكتور محمد شكري باشا). - التاسع شيخنا في علم التشريح الهيكلي والعضلي والمفصلي علما وعملا العلامة الحكيم المترجم محمود بك أفندي مصطفى). - العاشر شيخنا في علم التشريح العصبي والعروق الحكيم محمد بفتح الأول أفندي علما وعملا). (لعله الدكتور محمد السيد أفندي). - الحادي عشر شيخنا في علم المواليد الثلاثة الحيوان والمعدن والنبات المعروف بالتاريخ الطبيعي العلامة الحكيم المترجم الفصيح المؤلف محمود أفندي ندى المصري). (لعله الدكتور أحمد ندا بك). - الثاني عشر شيخنا في علم الكيمياء الطبية المعلم كسنتيل الفرنصاوي القائم بالمعمل الكيماوي بواسطة المترجم العلامة الحكيم الفصيح معلم علم المواليد الثلاثة محمود أفندي ندا المصري المذكور). (هو J.B. Gastinel صيدلاني، كيميائي فرنسي مشهور له عدة مقالات منشورة في الدوريات العلمية). - الثالث عشر شيخنا في علم الأقرباذين علما وعملا الحكيم المترجم المؤلف الأقرباذيني علي أفندي رياض (علي رياض بك فيما بعد) - الرابع عشر شيخنا في علم الرمد الحكيم المترجم المؤلف حسين بيك عوف مبرئ الرمد بالاسبطالية المذكورة). (هو حسين عوف بك). - الخامس عشر شيخنا في أمراض الجلد الحكيم علي أفندي رضوان. - السادس عشر شيخنا في الداء الزهري والأمراض الباطنة على أسرة المرضى الحكيم عبد الرحمن بك الهراوي (هو عبد الرحمن الهراوي بك). - السابع عشر شيخنا في مشاهدة الحيوانات المصبرة أي المكوفرة وأحجار المعادن البرية والبحرية الحكيم زهران أفندي). - الثامن عشر شيخنا في تشخيص أمراض النساء والأطفال في اسبطالية أمراض النساء العلامة الحكيم الجرائحي). | عبد السلام بن محمد العلمي |

## عبد السلام العلمي مدرس الشطرنج
(انظر الشطرنج، وقواعد لعبة الشطرنج في الشعر العربي المغربي.)

## مؤلفاته
له مؤلفات كثيرة، نذكر منها في ميدان الطب:
- «ضياء النبراس في حل مفردات الأنطاكي بلغة فاس». فسر فيه المفردات الواردة في تذكرة الشيخ داود الأنطاكي. وأضاف إليها، في نهاية الكتاب، بعض المفردات الطبية الحديثة وتفسيرها. ومن تآليفه الطبية الأخرى
- «البدر المنير في علاج البواسير» على هامش ضياء النبراس.

مؤلفاته في علم الميقات والفلك:
- أبدع اليواقيت على تحرير المواقيت. شرح ورتب فيه تأليفا للعلامة أبو محمد عبد العزيز بن عبد السلام بن أحمد الوزكاني الوزاني وهو: «تحرير المواقيت وأبدع وأغرب ما اشتمل على نفائس اليواقيت». وضمن هذا الكتاب آخر مبتكرات علوم عصره وجمع فيه مبادئ 17 علما واستمد فيه من الكتب المترجمة. وكتب مقدمة هذا الكتاب على حدة وهي: «دستور أبدع اليواقيت على تحرير المواقيت» وذكر في هذه المقدمة الفنون التي تناولها كتابه السابق الذكر وهي: 1) علم الحساب 2) النسبة العشارية اللوغاريتموية 3) النسبة الستينية 4) نبذة من فن الترجمة فيما يتعلق بهذا الفن 5) مقدمات من فن الجبر بالاصطلاح الغربي 6) الهندسة 7) المساحة 8) علم المرآة وانعكاس الأشعة المعروف الآن بعلم الضوء أو الضوئيات 9) علم الطبيعة 10) علم الهيئة 11) علم التنجيم 12) الجغرافيا 13) علم تسطيح الكرة 14) فن الرسم: يعني تخطيط الآلات الميقاتية 15) في حساب التواريخ 16) علم التعديل 17) علم الميقات. وهذ الكتاب ما يزال مخطوطا وتوجد عندي نسخة مبتورة بخط المؤلف.
- إرشاد الخل لتحقيق الساعة بربع الشعاع والظل. وهي رسالة في كيفية العمل بالأسطرلاب (ربع الشعاع والظل) الذي اخترعه في السنة 1283 هـ وأهداه في السنة 1284 هـ / 1867 م إلى السلطان المغربي مولاي محمد بن عبد الرحمن أي محمد الرابع بن عبد الرحمن (حكم 1859-1873). وهي منشورة في وقتها بالقاهرة، نشرها لما ذهب إلى الديار المصرية لاستكمال علوم الطب العصري بها.

وبعض تلك المؤلفات المخطوط منها والمطبوع مع وثائق خاصة بالمترجم له ما زالت محفوظة عند أحد أحفاده (الدكتورأمل بن إدريس بن الحسن العلمي).

## عبد السلام بن محمد العلمي بأعين النقاد
تناولت أقلام المؤلفين والمؤرخين والدارسين والنقاد عبد السلام بن محمد بن أحمد العلمي الفاسي (1250-1322هـ/1834-1904م) العلامة الطبيب الفلكي الميقاتي الحيسوبي من أعلام مغرب القرن التاسع عشر. وردت ترجمته في عدة مصادر منها:
- موسوعة علماء الطب لمؤلفيها هيكل نعمة الله وإلياس مليحة (ص 186- عن دار الكتب العلمية بيروت)، وعنها بإيجاز: "عبد السلام بن محمد العلمي: طبيب مغربي، عالم بالميقات. من أهل فاس مولدا ووفاة. تخرج بمدرسة الطب بالقاهرة. وأنشأ مصحة صغيرة في بلده. له مؤلفات كثيرة، نذكر منها في ميدان الطب "ضياء النبراس في حل مفردات الأنطاكي بلغة فاس"، فسّر فيه المفردات الواردة في تذكرة الشيخ داود الأنطاكي. وأضاف إليها، في نهاية الكتاب، بعض المفردات الطبية الحديثة وتفسيرها. ومن تآليفه الطبية الأخرى "البدر المنير في علاج البواسير"، على هامش ضياء النبراس. (الموسوعة).
- ومن المراجع كذلك: محمد الفاسي: الطب والأطباء بالمغرب 86.
- خير الدين الزركلي: الأعلام 4/8.
- محمد المنوني: في مجلة تطوان العدد 6 من السنة 1961.
- ويعده الدكتور رينو نقطة تحول بين الطب القديم والحديث بالمغرب (مجلة هيسبريس) وذكر هذا الأستاذ عبد العزيز بنعبد الله في كتابه «الطب والأطباء بالمغرب».
- ويقول عنه الدكتور محمد الأخضر مبرز السربون: «آخر كبار الأطباء والفلكيين في العصر الحديث... كان هذا العالم متمكنا في الفلك والطب والرياضيات» وخصص له فصلا كاملا في كتابه «الحياة الأدبية في المغرب على عهد الدولة العلوية» (من ص 456 إلى ص 460 صدر عن دار الرشاد الحديثة – الدار البيضاء الطبعة الأولى 1977). ويختم الدكتور الأخضر فصله بهذا التنويه: «هكذا كان العلمي، مؤلفا وشارحا في نفس الوقت، نموذجا حيا للعالم المغربي (بأحدث معنى هذه الكلمة)، وشارك مشاركة واسعة في تطوير المغرب في الميدان العلمي، وبذلك استحق أن تخصص له ترجمة وافية».
- ويقدم محمد المنوني ترجمة للعلامة عبد السلام بن محمد العلمي في عدة صفحات، في مؤلفه: «مظاهر يقظة المغرب الحديث» في موضعين: أولا: ضمن الفصل 11 المعنون «انبعاث في ميدان التعليم»: بعثات إلى مصر وأوروبا ص 156، ونص إجازة المدرسة الطبية المصرية لعبد السلام العلمي ص 160، ولائحة أساتذته بنفس المدرسة ص 164 ؛ ثانيا: ضمن الفصل 14 : موضوعات جديدة متنوعة، ثم يخصه بالذكر في كتابه المشار إليه: عبد السلام العلمي وأوضاعه الفلكية والطبية وفي الشطرنج، وبينها جهازان فلكيان مبتكران - ج1 (من ص 237 إلى ص 242).
- ولقد دلنا المنوني (ص 241 ج1 من المصدر السابق) على قصيدة شعرية حول لعبة الشطرنج لعبد السلام العلمي بقوله: "وسوى مادتي الفلك والطب، وضع نفس المؤلف أرجوزة في التعريف بلعبة الشطرنج حسب الطريقة المتعارفة، ولا تزال مخطوطة في 40 بيتاً، ضمن مجموع: خ.ع، د 3408 – ص 255. فأثار ذلك حفيظتنا للبحث عن مخطوطة جدنا تلك بالخزانة الوطنية وإخراجها للوجود. (صورة المخطوطة).

## مرضه
أصيب عالمنا بداء الشلل النصفي الذي ألزمه بيته لمدة طويلة قبل وفاته سنة 1904م وقد عاده في مرضه ببيته السلطان مولاي الحسن الأول بعد زيارة ضريح المولى إدريس الثاني (بعد رجوعه من «الحركة الثانية» على بلاد السوس الأقصى) حسب الأخبار المدونة والمروية لدى أسرة العلمي. وكان أثناء تلك الفترة يشتغل بالتأليف والتدريس، فكان يستقبل طلبته ببيته (بباب جيسة بفاس) إلى آخر حياته.

## وفاته
توفي بفاس، يوم الخميس 19 جمادى الثانية 1322هـ / 1 سبتمبر 1904م. ودفن بمقبرة العلميين بفاس، التي أسسها حوالي عام 1320 هـ ورممها حديثاً حفيده الدكتور مصطفى مشيش العلمي عام 1413 هـ / 1992م في إطار إنقاد مدينة فاس العتيقة. وتقع المقبرة بباب كيسة - زنقة سيدي علي المزالي، فاس.

## وصلات داخلية
- القصر العيني
- أبو زعبل
- أنطوان كلوت
- إدريس بن الحسن العلمي
- جبل العلم
- الشطرنج
- محمد علي باشا البقلي
- محمد علي باشا